# Perdão

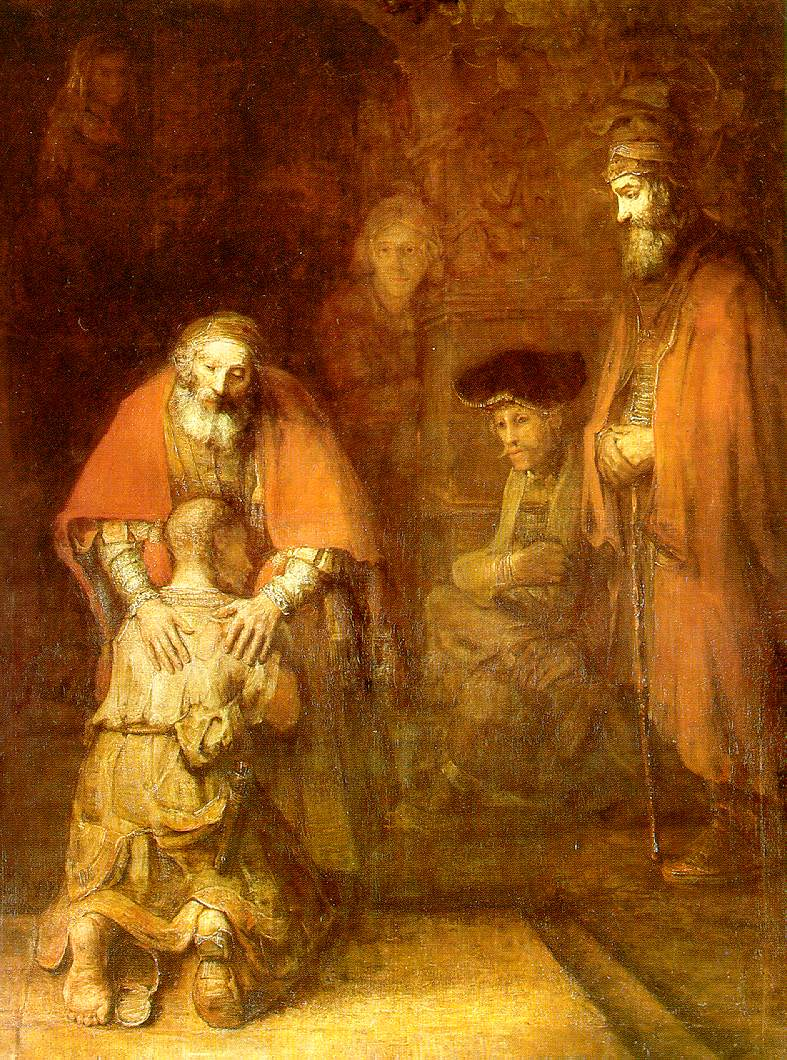
"O Retorno do Filho Pródigo", obra de Rembrandt

Perdão é o processo intencional e voluntário pelo qual a vítima ou geralmente o agressor passa por uma mudança de sentimentos e atitudes em relação a uma ofensa criminosa, deixa de lado as emoções negativas, como a vingança com uma capacidade aumentada de desejar bem ao agressor. O perdão é diferente de tolerar (falhar em ver a ação como errada e necessitando de perdão), desculpar (não considerar o ofensor como responsável pela ação), esquecer (remover a noção da ofensa da consciência), indulto (concedido por um representante reconhecido da sociedade, como um juiz) e reconciliação (restauração de um relacionamento).
Em certos contextos, o perdão é um termo  legal para absolver ou desistir de todos os sinistros por conta de dívidas, empréstimos, obrigação ou outras reivindicações.
Como um conceito psicológico e virtude, os benefícios do perdão foram explorados no pensamento religioso, nas ciências sociais e na medicina. O perdão pode ser considerado simplesmente em termos da pessoa que perdoa incluindo perdoar a si mesmo, em termos da pessoa perdoada ou em termos do relacionamento entre o perdoador e a pessoa perdoada. Na maioria dos contextos, o perdão é concedido sem qualquer expectativa de justiça restaurativa, e sem qualquer resposta por parte do agressor (por exemplo, alguém pode perdoar uma pessoa que está incomunicável ou morta). Em termos práticos, pode ser necessário que o ofensor ofereça alguma forma de reconhecimento, um pedido de desculpas, ou até peça perdão, para que a pessoa injustiçada acredite que é capaz de perdoar também
As dimensões sociais e políticas do perdão envolvem a esfera estritamente privada e religiosa do "perdão". A noção de "perdão" é geralmente considerada incomum no campo político. No entanto, Hannah Arendt considera que a "faculdade do perdão" tem seu lugar nos assuntos públicos. A filósofa acredita que o perdão pode liberar recursos tanto individual quanto coletivamente em face do irreparável. Durante uma investigação em Ruanda sobre os discursos e práticas de perdão após o genocídio de Ruanda, o sociólogo Benoit Guillou ilustrou a polissemia extrema (múltiplos significados) da palavra perdão, mas também o eminente caráter político da noção. Como conclusão de seu trabalho, o autor propõe quatro figuras principais do perdão para melhor compreensão, por um lado, de usos ambíguos e, por outro lado, as condições sob as quais o perdão pode mediar a retomada do vínculo social.
O termo perdão pode ser usado de forma intercambiável e é interpretado de muitas maneiras diferentes por pessoas e culturas. Isso é especificamente importante na comunicação relacional, porque o perdão é um componente-chave na comunicação e na progressão geral como indivíduo, do par ou grupo. Quando todas as partes têm uma visão mútua de perdão, então um relacionamento pode ser mantido. "Entender os antecedentes do perdão, explorar a fisiologia do perdão e treinar as pessoas para se tornarem mais tolerantes, tudo implica que temos um significado compartilhado para o termo".